# مصفوفة معدل الانتقال

في نظرية الاحتمال، إن مصفوفة معدل الانتقالات (بالإنجليزية: Transition rate matrix) هي مصفوفة من الأرقام والتي تصف تحرك سلسلة ماركوف متصلة الزمن بين الحالات.
في مصفوفة معدل الانتقالات {\displaystyle Q} إن العنصر {\displaystyle q_{ij}} حيث أن {\displaystyle i} لا يساوي {\displaystyle j} يدل على معدل المغادرة من الحالة {\displaystyle i} والوصول إلى الحالة {\displaystyle j}. يتم تعريف العناصر القطرية {\displaystyle q_{ii}} بالشكل:
{\displaystyle q_{ii}=-\sum _{j\neq i}q_{ij}}

أي أنه يتم اختيار العناصر القطرية {\displaystyle q_{ii}} بحيث أن أسطر المصفوفة {\displaystyle Q} تساوي إلى الصفر.

## التعريف
إن قيم المصفوفة {\displaystyle Q} تحقق الشروط التالية:
1. {\displaystyle 0\leq -q_{ii}<\infty }
2. {\displaystyle 0\leq q_{ij}:\mathrm {for} \;i\neq j}
3. {\displaystyle \sum _{j}q_{ij}=0:\mathrm {for} \;\mathrm {all} \;i}